# Liste des plages de Chicago

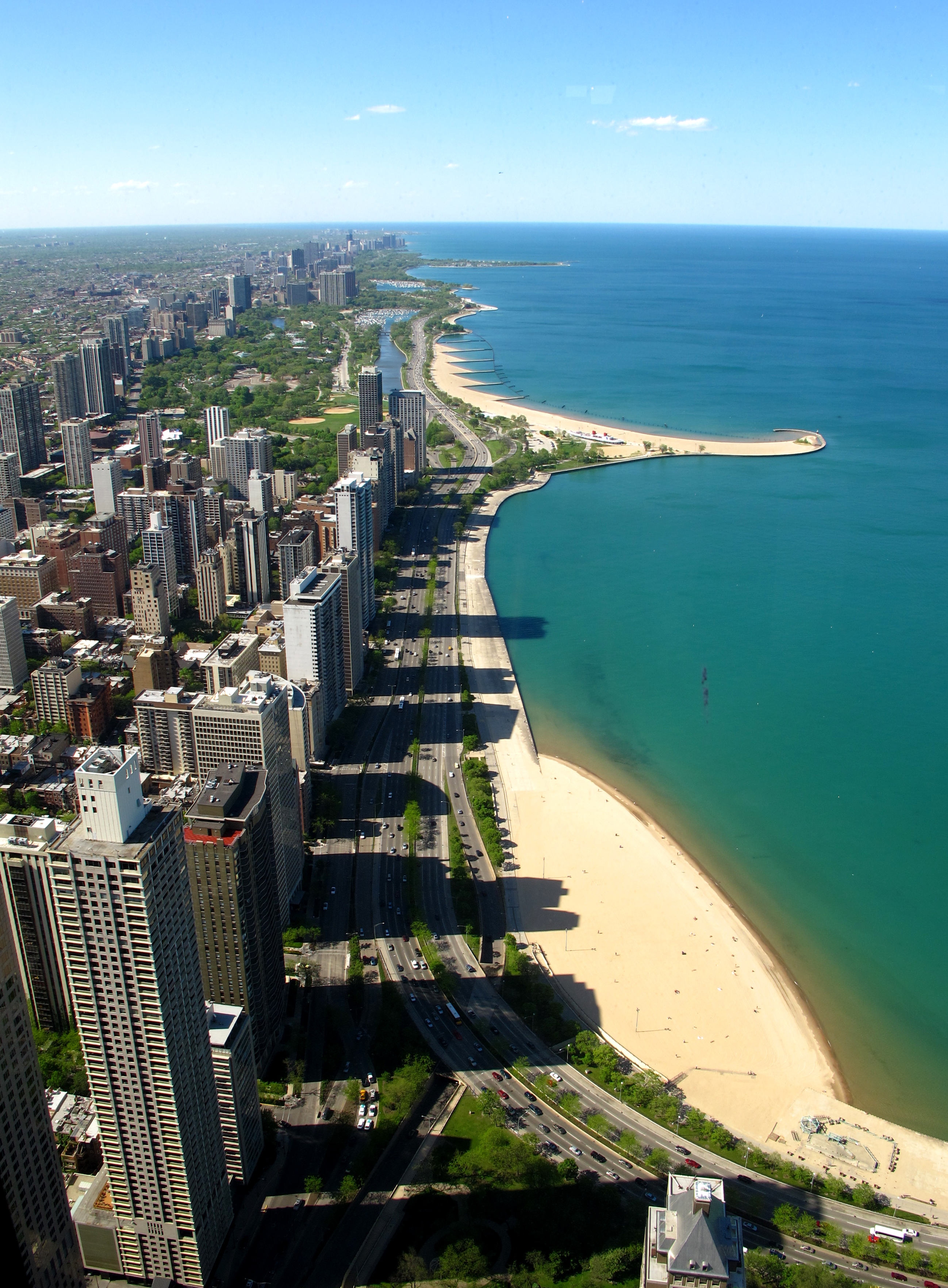
Vue sur le lac Michigan et les plages du North Side de Chicago depuis l'observatoire du 875 North Michigan Avenue.

Cet article dresse une liste des plages de Chicago, dans l'État de l'Illinois, aux États-Unis. La ville de Chicago comprend un total de 33 plages municipales  à l'intérieur de ses limites territoriales. Elles sont pour la plupart dotées d'espaces de détente, de loisirs et d'équipements sportifs.
Bordée par le lac Michigan, la ville de Chicago possède un front de lac d'environ 45 kilomètres de rivage ainsi que des parties des rives des rivières Chicago, Des Plaines, Calumet, Fox et DuPage. Le front de lac intègre également le canal Illinois et Michigan et le canal sanitaire et fluvial de Chicago (Chicago Sanitary and Ship Canal).
Historiquement, les rives du lac Michigan furent utilisées pour le commerce et l'industrie. Les loisirs tels que la pêche, la natation, la chasse, la marche et la navigation de plaisance furent très répandus au début du XIXe siècle. Cependant, l'émergence de la deuxième révolution industrielle américaine dans la deuxième moitié du XIXe siècle avec l'ouverture à Chicago des grands abattoirs des Union Stock Yards (1965) et des usines de sidérurgie (dans les années 1850-1860), fit que beaucoup de loisirs auxquels les habitants furent habitués durent être déplacés vers le lac Michigan. En 1895, la plage de Lincoln Park fut la première plage publique à être accessible aux résidents de Chicago.
L'ensemble des plages situées sur le territoire de la ville de Chicago sont sous la responsabilité du Chicago Park District, l'organisme chargé de l'entretien des parcs et des espaces verts municipaux. En règle générale, les plages de Chicago prennent le nom des rues et avenues orientées est-ouest, perpendiculairement au lac Michigan.

## Histoire

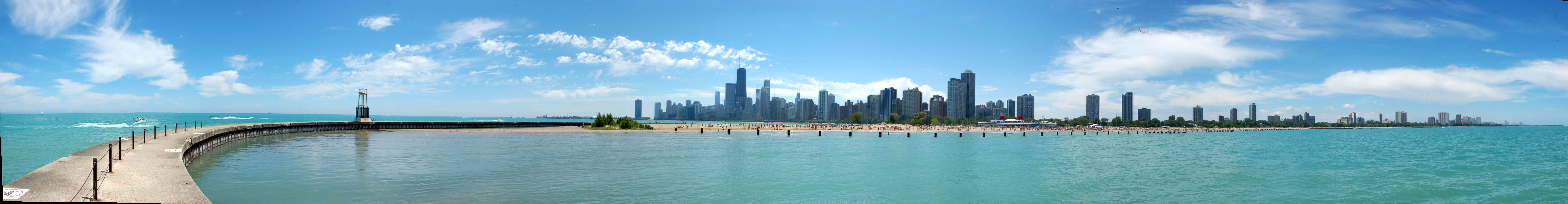
Panorama sur North Avenue Beach avec Downtown Chicago en arrière-plan.

Au départ, les plages de Chicago étaient financées par des organismes privés tels que des hôtels, des promoteurs immobiliers et des clubs privés. À la fin du XIXe siècle, une ordonnance promulguée par l'administration municipale interdit les baignades publiques, mais les habitants  lancent une pétition auprès du conseil municipal de Chicago pour que les plages deviennent publiques,. Les promoteurs y voient l'occasion de répondre à la demande des chicagoans pour autoriser les baignades publiques et réduire les dépenses des ressources d'application de l'ordonnance sur les violations à la baignade publique. En 1895, la ville inaugure la plage de Lincoln Park, la première à autoriser les baignades publiques. De nombreux aménagements pour ces espaces sont prévus pour un usage public et la ville accepte de prendre la responsabilité pour le maintien et la gestion des plages avant qu'elles ne soient prises en charge par le Chicago Park District.
En 1900, le front de lac est divisé en zones d'activités récréatives, résidentielles, agricoles et industrielles. En 1871, les élus municipaux entreprennent des travaux pour l'inversion de la rivière Chicago pour permettre la préservation de la qualité de l'eau du lac Michigan et la construction du canal maritime et sanitaire du Canal Illinois et Michigan au tournant du siècle.
En 1909, le Plan Burnham conduit au développement de la rade. Le développement des lieux de loisirs au bord du lac est devenu un projet prioritaire grâce à l'influence d'Aaron Montgomery Ward. Sa conviction pour l'accès du public au lac a laissé son empreinte sur le développement de Jackson Park, Burnham Park, Grant Park et Lincoln Park. Le soutien populaire conduit à l'ouverture de nombreuses plages municipales dans la deuxième décennie du XXe siècle.

## Liste des plages de la ville

### Plages de Rogers Park

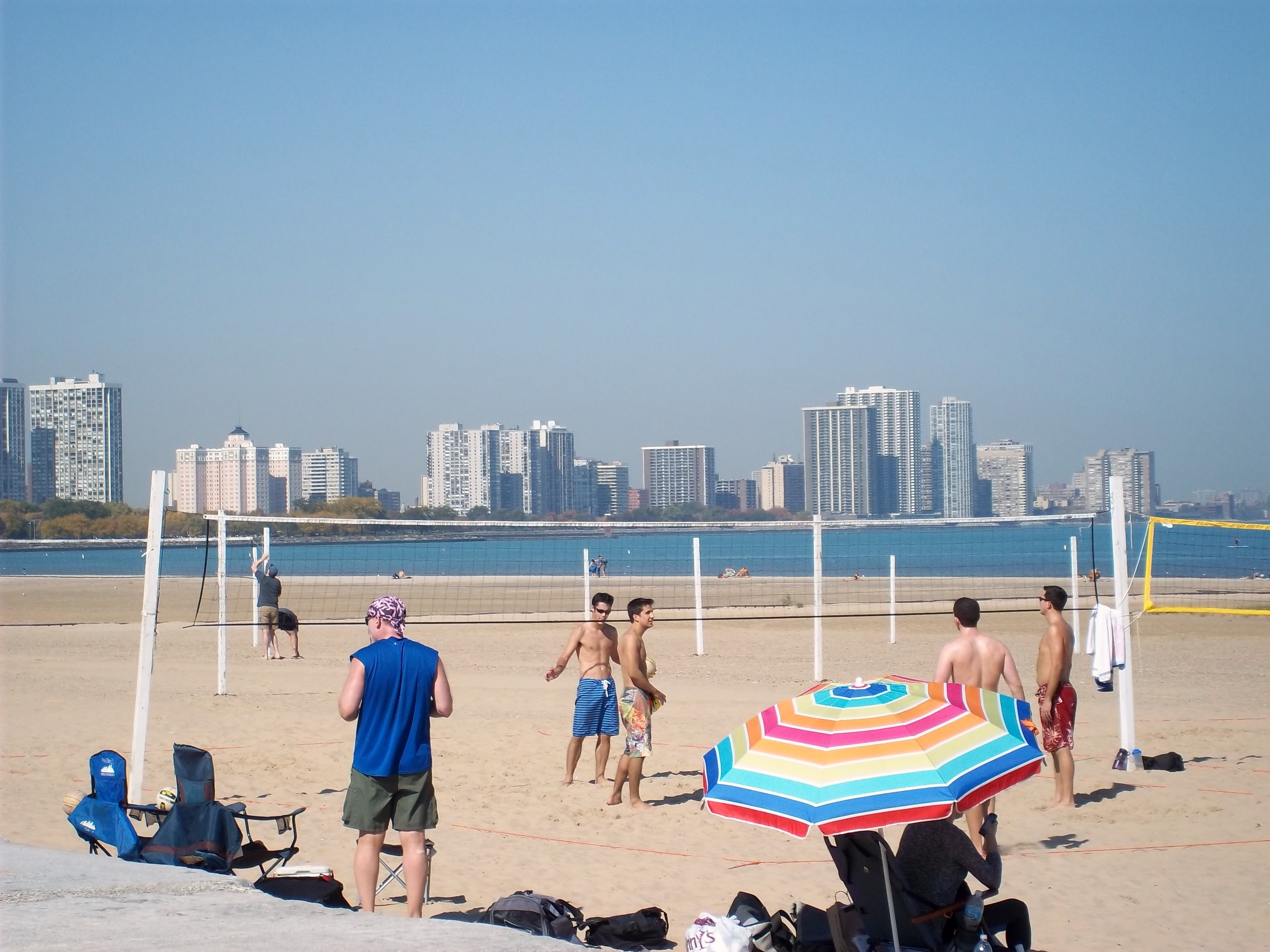
Montrose Avenue Beach.

Rogers Park, un secteur situé à l'extrémité nord de la ville de Chicago, contient une série de petites plages, qui contrairement à la plupart des plages de Chicago, sont souvent séparées par des propriétés privées et des parcs publics. Ceci explique notamment le nombre important de plages dans ce quartier de la ville.

#### Juneway Terrace Beach
Juneway Terrace Beach est la plage la plus au nord de Chicago. Elle est située au 7800 North au bord du lac Michigan. Elle se trouve au sein de Rogers Avenue Beach et est séparée de Rogers Beach par une étendue d'enrochement protégeant trois immeubles d'appartements.

#### Rogers Beach
La plage de Rogers (Rogers Beach) se trouve dans Rogers Avenue Beach Park au 7705 North. À peine un bloc de long, la plage dispose d'un court de tennis.

#### Howard Beach
Howard Beach se trouve dans la rue Howard Beach Park au 7600, qui est juste au sud de Howard Street. Elle s'étend sur 65 m de long.

### Plage de Berger Park
Berger Park (6205 N) dans le secteur d'Edgewater est un rappel de ce qu'était la vie dans les années 1910 au bord du lac. Cette petite plage est surtout connue pour son centre culturel, son café et son aire de jeux.

### Plages de Lincoln Park

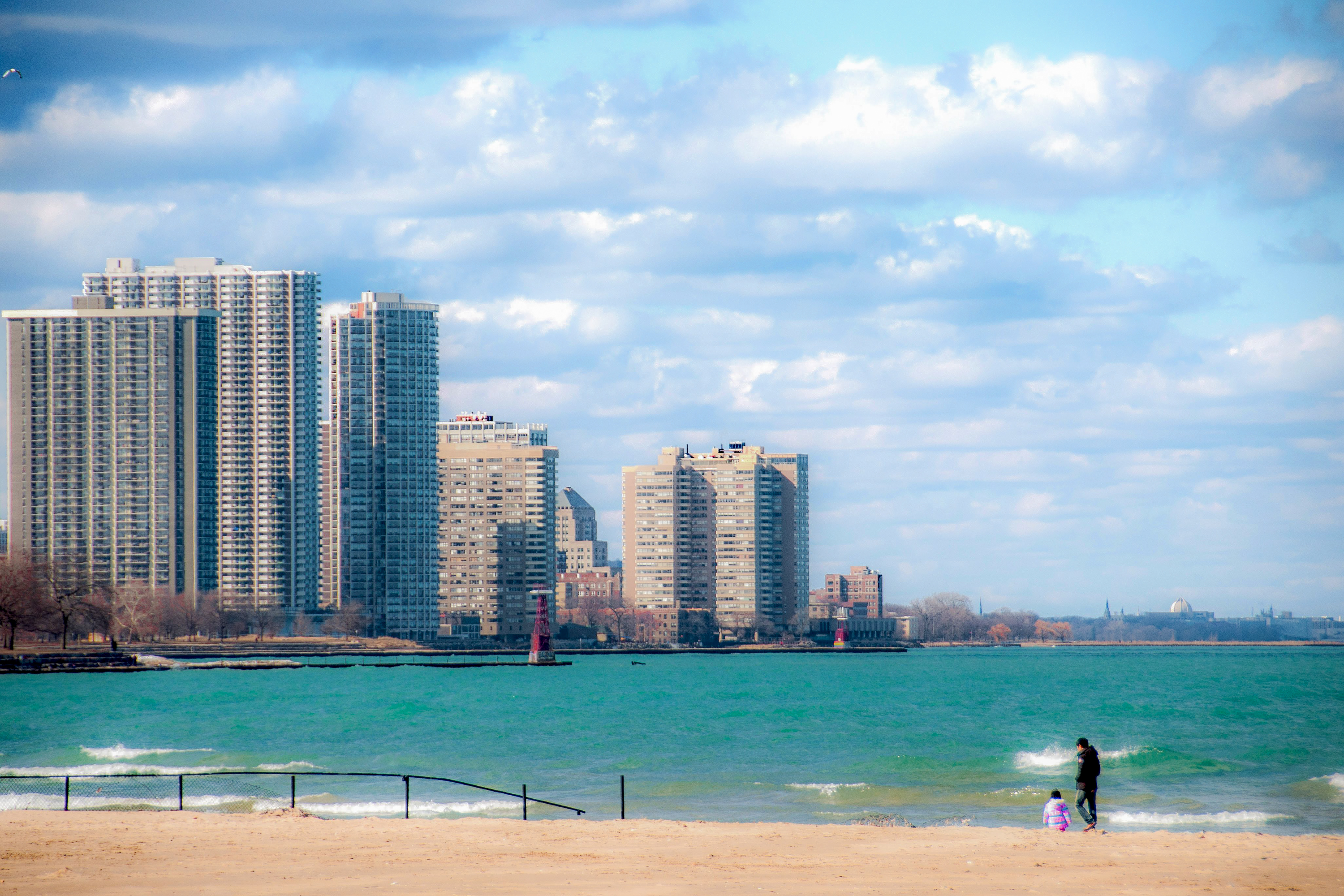
Montrose Beach.

Lincoln Park, situé dans le secteur du même nom, est le plus grand parc public de la ville et comprend environ 11 kilomètres de plages s'étalant à travers les secteurs d'Edgewater, d'Uptown, de Lakeview, de Lincoln Park et de Near North Side.

#### Thorndale Beach
Thorndale Beach est située au nord du 5934 dans le secteur d'Edgewater. Dans les années 1970, elle était une  plage autonome. Il y a une rampe sur la promenade pour permettre l'accès en fauteuil roulant près de la rive. George Lane Park, situé ici, offre une aire de jeux pour les enfants. Il y a aussi un jardin de fleurs dans le parc paysager à travers Sheridan Road. Thorndale Beach est connectée à Hollywood Beach, au sud.

#### Montrose Avenue Beach

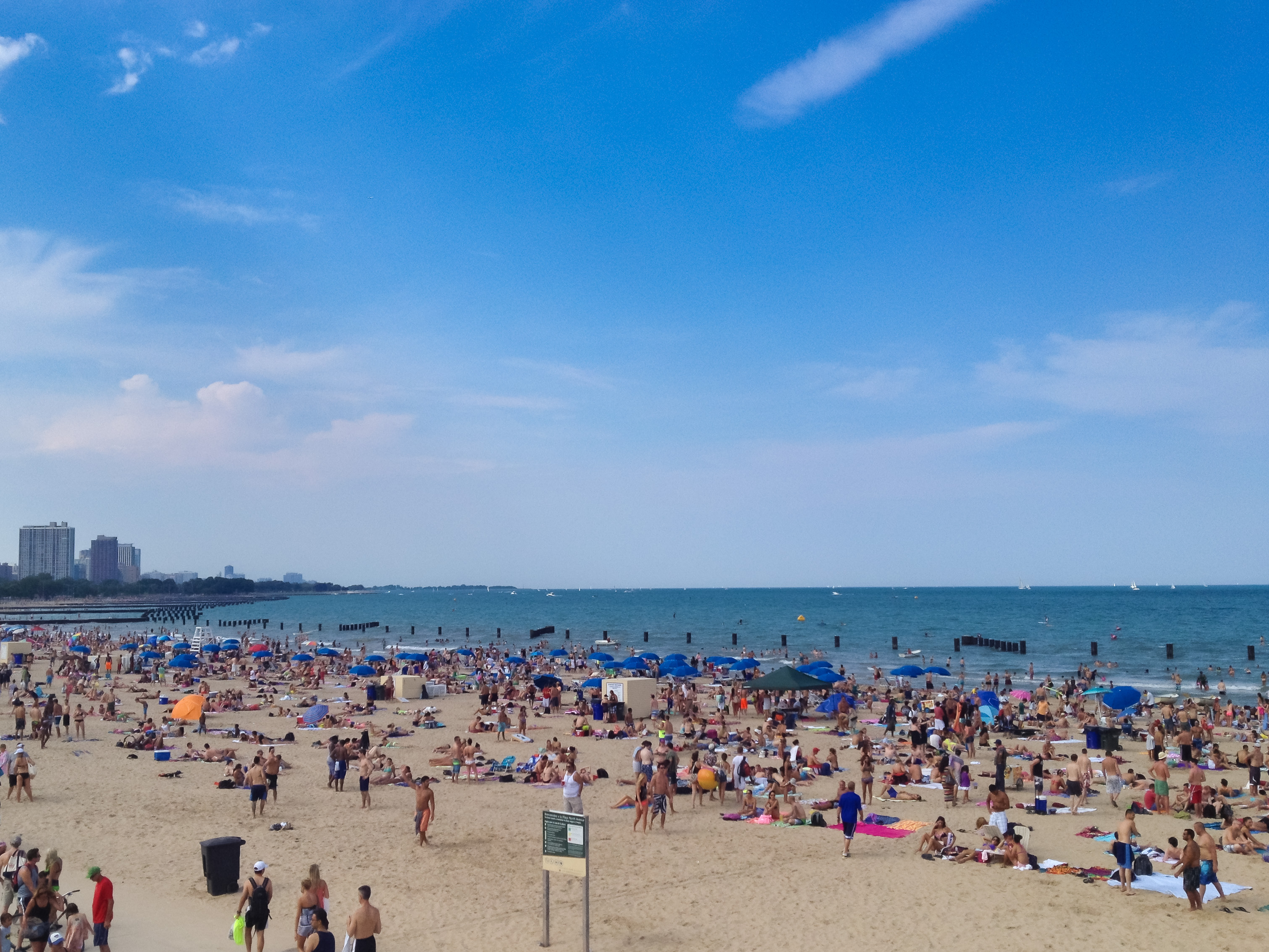
Montrose Beach

La plage de Montrose (Montrose Avenue Beach) est située dans le secteur d'Uptown. Elle est l'une des plages ayant la capacité de lancer des embarcations non motorisées, telles que des kayaks et des catamarans dans le lac Michigan. Elle est également l'une des deux seules plages du Chicago Park District où les chiens sont autorisés, ce qui en fait une plage très prisée pour les amateurs de chiens.
La plage de Montrose accueille les championnats juniors régionaux de la Garde chaque été. Il y a aussi une plage officielle pour les chiens à Belmont Harbor. Le mouvement des vagues a déposé une petite parcelle triangulaire de sable dans un coin protégé de Belmont Harbor dans le courant des années 1980. Cette plage est complètement clôturée et les clients peuvent promener leur chien sans laisse.
Wilson Avenue Beach (maintenant l'extrémité nord de Montrose Beach) était autrefois une plage privée. En 1915, la ville de Chicago a inauguré Clarendon Beach (aujourd'hui Montrose Avenue Beach), qui est aujourd'hui une plage publique. En 1929, 2 millions de personnes ont visité cette longue plage publique.

#### North Avenue Beach

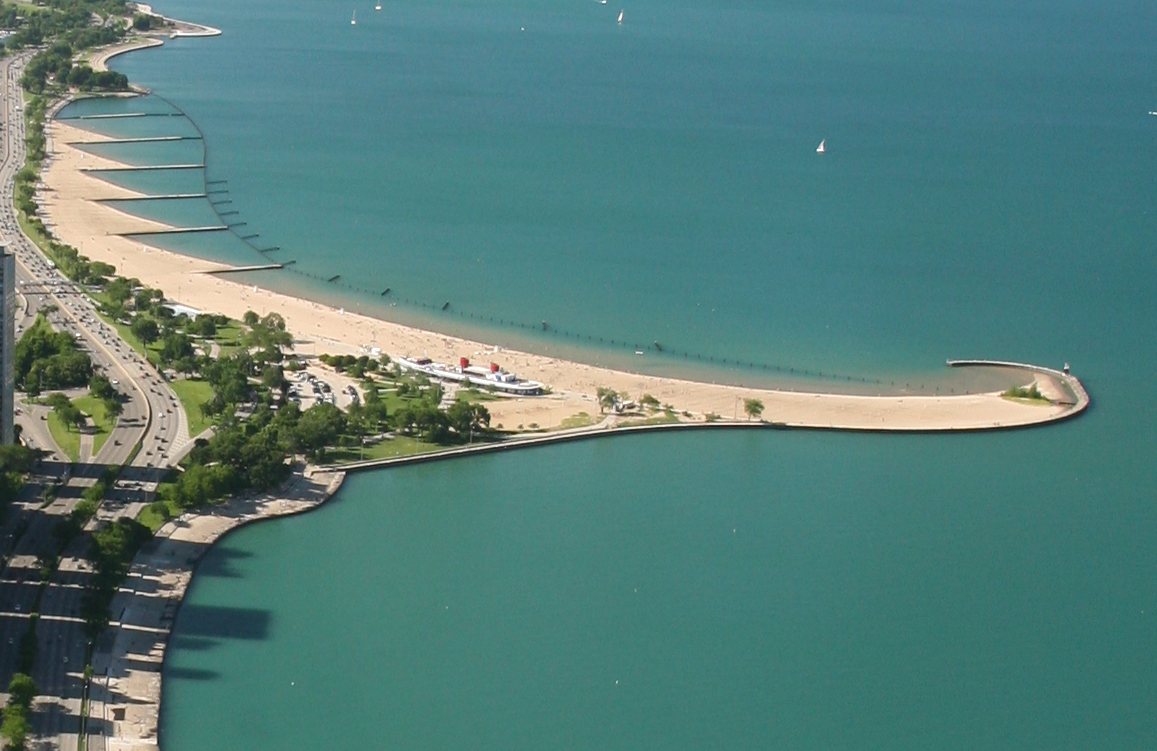
North Avenue Beach.

La plage de North Avenue (North Avenue Beach) est située au 1600 North Avenue dans le secteur de Lincoln Park et est considérée par beaucoup de chicagoans comme étant l'une des plus belles plages de Chicago. Il a le plus important personnel de sauvetage et abrite des cabines de plages plus sophistiquées et modernes que dans le reste de la ville. North Avenue Beach se caractérise par ses nombreux piliers qui retiennent le sable. La plage est également connue pour accueillir des tournois internationaux de volley-ball ainsi que des centaines de milliers de visiteurs chaque année durant la période estivale.
Entre Ohio Street et Diversey Avenue, le Chicago Park District a mis en place des lignes pour accrocher des filets de volley-ball le long du lac. North Avenue est également un lieu très prisé pour observer le Chicago Air & Water Show, un meeting aérien qui attire près de 2 millions de personnes chaque année au mois d'août. North Avenue Beach est également le site de l'Open annuel AVP Chicago.

#### Oak Street Beach

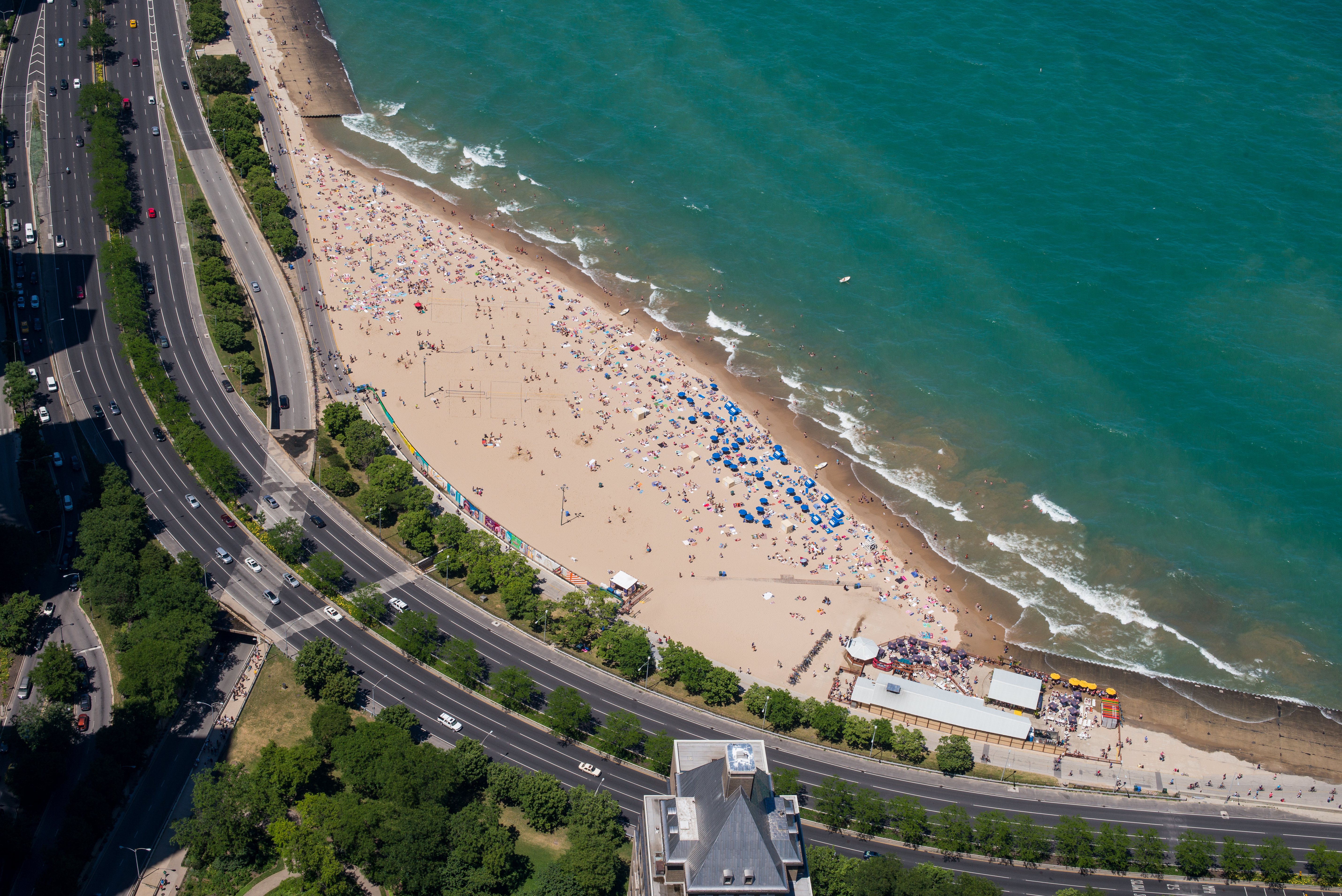
Vue sur la plage d'Oak Street Beach depuis le 875 North Michigan Avenue.

Oak Street Beach, s'étend sur 2 km, dans le secteur de Near North Side, couvrant la zone allant de North Avenue (au sud de Hook Pier) à Ohio Street Beach. Oak Street est la plus importante plage en eau profonde de la ville et possède des terrains d'entraînement pour des centaines de triathlètes et nageurs de longue distance. Cette plage est prisée par des milliers de baigneurs, coureurs, patineurs et cyclistes.
Jusqu'en 2006, Oak Street Beach était le seul endroit dans la ville où les baigneurs pouvaient plonger à proximité du rivage. Le littoral nord était autrefois un point chaud de la communauté LGBT de la ville.
Située sur Oak Street, cette plage est la plus populaire de la ville avec sa proximité au centre-ville et se targue d'attirer des dizaines de milliers de visiteurs chaque jour. Oak Street Beach abrite également le pavillon d'échecs en plein air de Chicago et un restaurant appelé Oak Street Beachstro qui est assemblé et démonté tous les étés à la fin de la saison.

#### Hollywood Beach

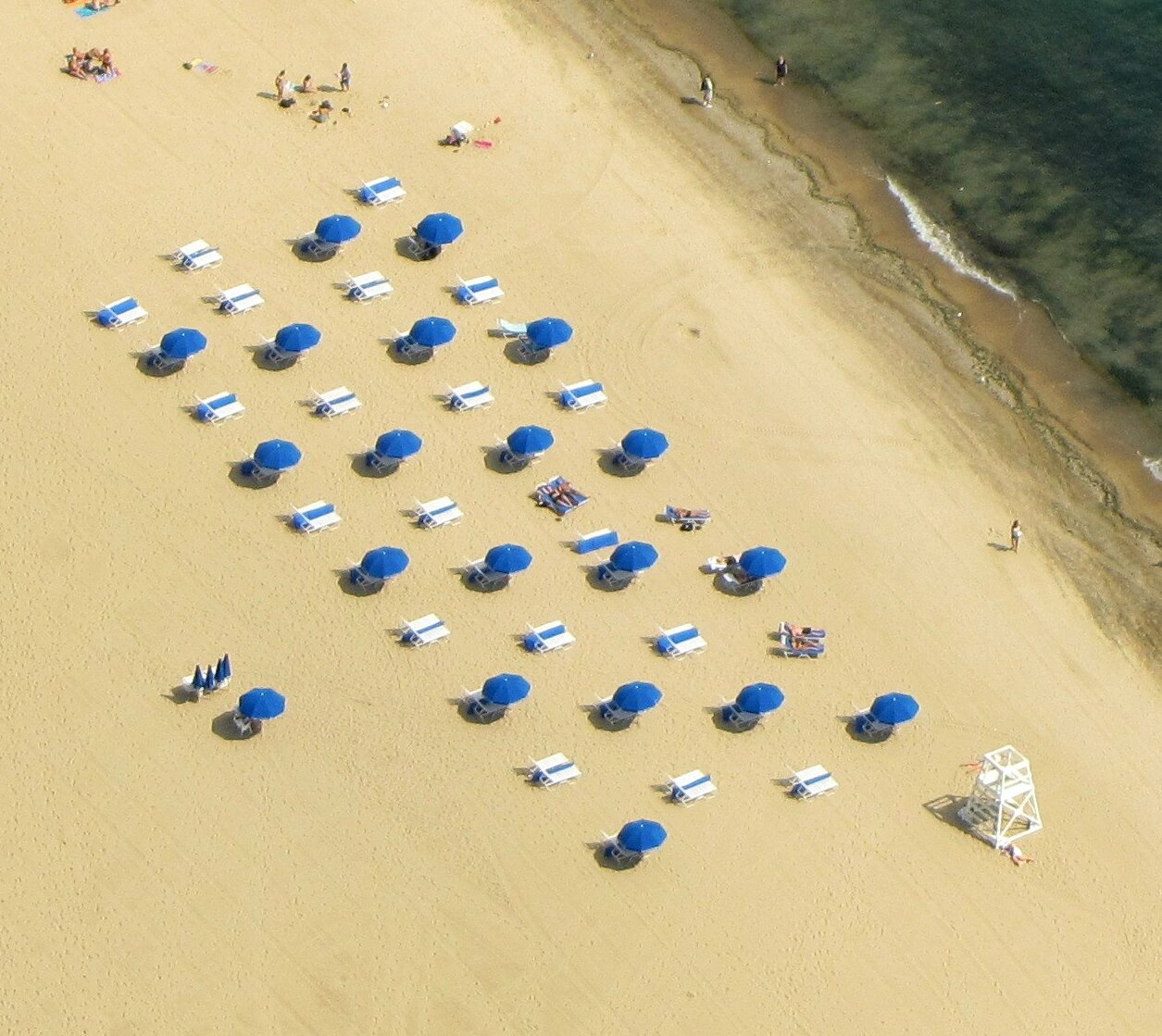
Hollywood Beach.

Située au 5800 North Lake Shore Drive où se termine l'autoroute Lake Shore Drive dans la courbe qui rejoint Sheridan Road (entre West Hollywood Avenue et North Lake Shore Drive) à Edgewater, cette plage en forme de croissant est divisée en deux.
La moitié nord est en grande partie une plage pour les familles et la moitié sud est réservée aux gays et lesbiennes. L'eau de la moitié nord de la plage est peu profonde ce qui la rend plus attrayante pour les enfants et il y a une longue rampe pour permettre un accès rapproché pour les poussettes et les fauteuils roulants jusqu'à la rive à l'entrée de Ardmore Avenue. Le Beach-volley est populaire sur cette plage.
Dans le nord de la plage, au nord de Ardmore et de la promenade, près de la plage Thorndale, se trouvent un coin d'herbe et une petite réserve pour les oiseaux migrateurs et les papillons.

### Plage d'Humboldt Park
La plage d'Humboldt Park n'est pas une plage naturelle du bord du lac, elle est artificielle et se situe dans un ancien lagon du secteur éponyme, qui a été dragué pour amener un fond de sable. Cette "plage" est surtout réservée pour les petits enfants étant donné qu'elle est peu profonde.

### Plages de Burnham Park
Burnham Park s'étend sur environ 9,7 km de long en bordure du lac Michigan. Il est délimité par Grant Park au nord, Jackson Park au sud, à travers les secteurs de South Shore, Douglas, Oakland, Kenwood et Hyde Park.

#### 12th Street Beach
La plage de la 12th Street est située juste au sud de l'Adler Planetarium sur North Island (ancien site de l'aéroport de Meigs Field). La plage s'étend entre la 1300 Street et la 1450 Street, mais a été nommée « 12th Street Beach » plutôt que 13th Street Beach. Lorsque la 12th Street a été rebaptisée Roosevelt Road, la plage a conservé son nom, mais elle est parfois appelée « 14th Street Beach ». Cette plage possède des toilettes et un poste de secours.

### Plage de la 63rd Street

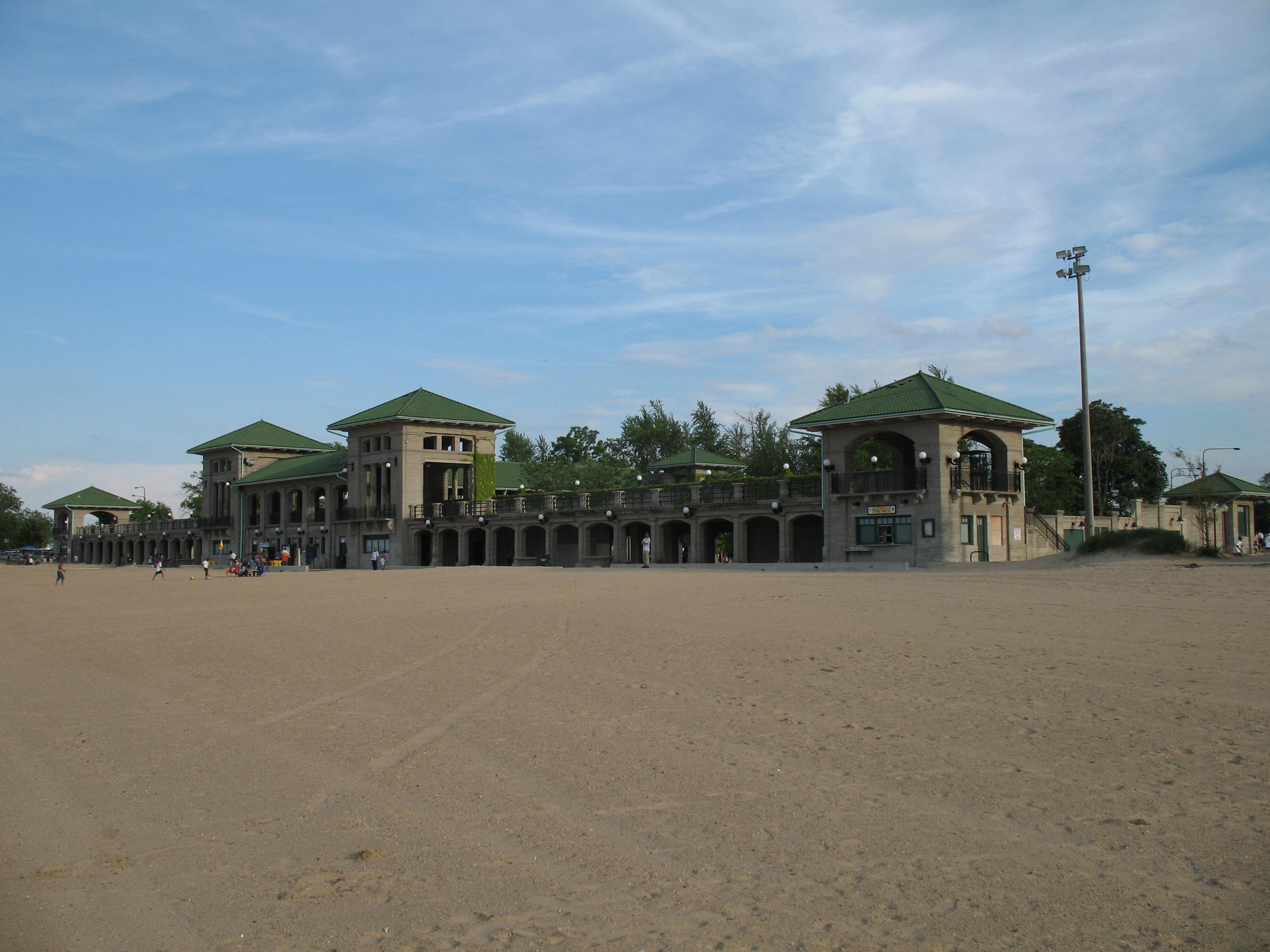
Jackson Park Beach

La plage de la 63rd Street est située dans Jackson Park, l'un des parcs les plus prestigieux de la ville. Elle est la plus grande et la plus ancienne plage de la ville. En juillet 1913, Jackson Park Beach a été le lieu d'un désaccord sur la tenue de bain obligatoire lorsque le Dr Rosalie Ladova a été arrêté après avoir retiré son maillot de bain. En 1914, une extension du lieu d'environ 40 000 m2 a vu le jour, avec la création de douches, de cabinets médicaux, et de salles de bains. Les travaux ont été achevés en 1919. En raison de l'ancienneté du bâtiment, il a dû être restauré en l'an 2000. Aujourd'hui, le pavillon est utilisé par les plaisanciers, les amateurs, et peut être utilisé pour des événements spéciaux.

### Plages de South Shore

#### South Shore Beach
South Shore Beach est une plage qui se trouve derrière le South Shore Cultural Center (anciennement South Shore Country Club) du Chicago Park District, qui est situé à l'intersection de la 71e et la South Shore Drive. Le Country Club est un magnifique bâtiment ancien et il abrite une salle de bal, un restaurant, un terrain de golf et des courts de tennis. La plage s'étend également face à la plage 67th Street et Jackson Park.

#### Ashe Beach

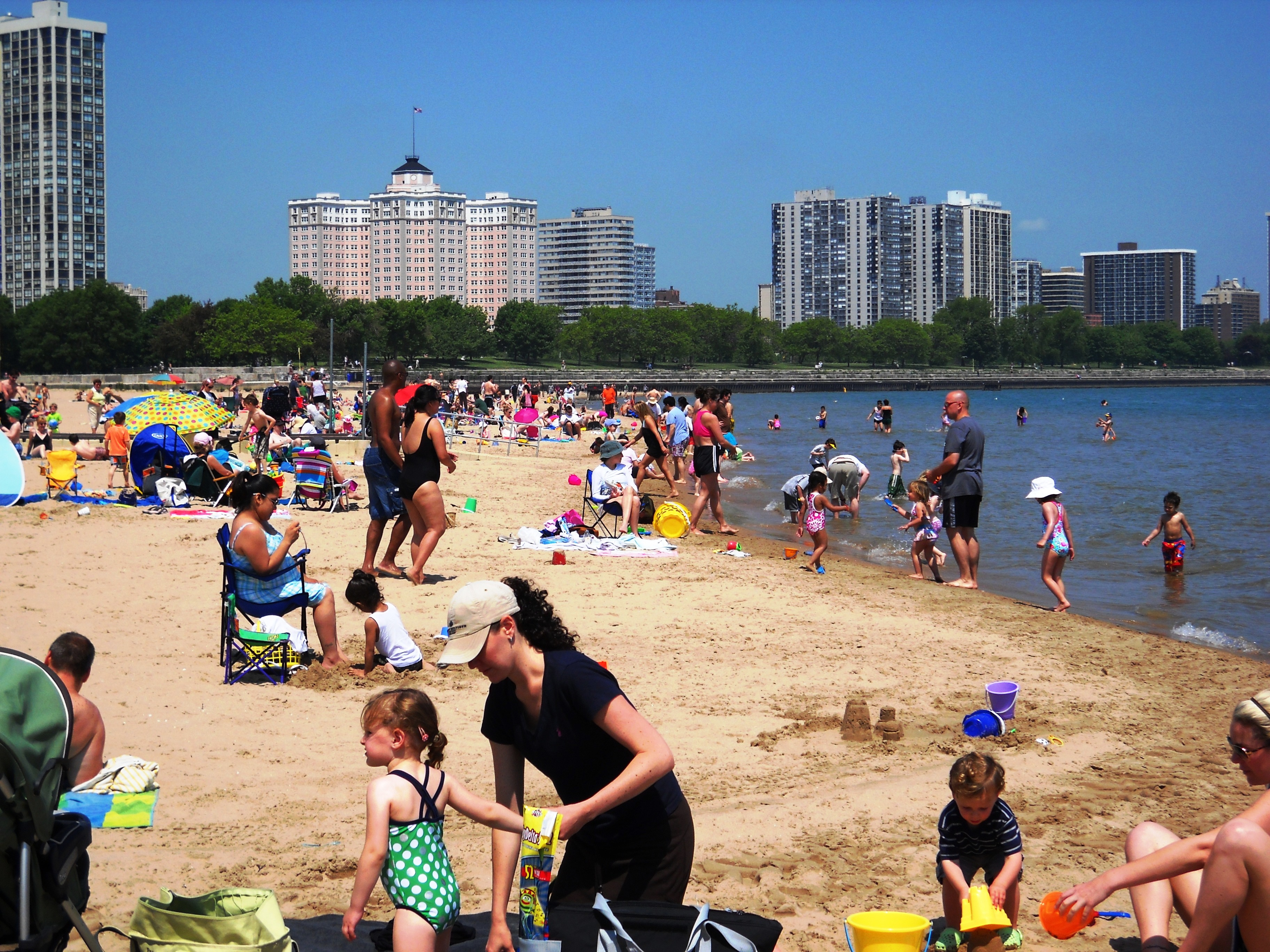
Foster Beach

Ashe Beach Park est une plage inaugurée en 1979 par le Chicago Park District et nommée d'après le défunt joueur de tennis Arthur Ashe, décédé du sida en 1993. En plus de la plage, le parc dispose de deux courts de tennis. Elle est située entre la 74e St. et la 75e dans le secteur de South Shore.

#### Rainbow Beach
Officiellement située entre 3111 St. et 77th St. Rainbow Beach est une plage qui s'étend de la 75e à la 78e street, sur la rive du lac Michigan. Rainbow Beach a été nommée en 1918.
À l'époque, Rainbow Beach a été un sujet de controverse pour les jeunes Noirs des quartiers sud de la ville. Au cours du XXe siècle, la ville a connu des problèmes dus à l'utilisation des ressources publiques pour l'aménagement des parcs et des plages, ce qui a donné lieu à l'émeute de 1919. Les familles noires qui ont été économiquement dépendantes des usines d'acier du South Side y évitaient l'hostilité des sauveteurs et des baigneurs blancs. Les changements démographiques et le climat des années 1960 ont conduit à une manifestation les 7 et 8 juillet 1961 à Rainbow Beach mettant en scène une coalition interraciale de manifestants, y compris les membres du Conseil de la jeunesse National Association for the Advancement of Colored People.